# Statistischer Dienst
Ein statistischer Dienst ist die Dienststelle, Behörde oder behördenähnliche Institution, welche die amtliche Statistik eines Staates, eines Landes oder einer Kommune erstellt.

## Liste nationaler und internationaler statistischer Dienste
| Land                         | Name | Abk.                | englisch                                                   | Sitz                | gegr.                    | hist.              | Anmerkung | Web |
| ---------------------------- | --- | ------------------- | ---------------------------------------------------------- | ------------------- | ------------------------ | ------------------ | --- | --- |
| Äthiopien                    | Zentrale Statistikagentur Äthiopiens                                                                              | CSA                 | Central Statistical Agency of Ethiopia                     | Addis Abeba         | 1989                     | 1963               | bis 1989 Central Statistical Office (CSO) | csa.gov.et (en) |
| Afghanistan                  | idāra-yi markazī-yi iḥṣāʾiyya (ادارۀ مرکزی احصائیه)                                                               | CSO                 | Central Statistics Organisation                            | Kabul               | 2006                     |                    | | cso.gov.af (auch en) |
| Albanien                     | Instituti i Statistikës                                                                                           | INSTAT              | Institute of Statistics                                    | Tirana              | 1940                     | 1924               | | instat.gov.al (auch en) |
| Angola                       | Instituto Nacional de Estatística (Angola)                                                                        | INE                 | National Institute of Statistics                           | Luanda              | 1983                     | 1770               | | ine.gov.ao (nur port.) |
| Argentinien                  | Instituto Nacional de Estadística y Censos                                                                        | INDEC               | National Institute of Statistics and Censuses              | Buenos Aires        | 1894                     | 1869               | | indec.gov.ar (auch en) |
| Aserbaidschan                | Staatliches Statistikkomitee der Republik Aserbaidschan                                                           | AzStat              | State Statistics Committee of the Azerbaijan Republic      | Baku                | 1994                     | 1928               | von 1928 bis 1987 Zentrale Statistikabteilung, von 1987 bis 1994 Staatliches Statistikkomitee der Aserbaidschanischen SSR                                                                           | stat.gov.az (auch en) |
| Australien                   | Australian Bureau of Statistics                                                                                   | ABS                 | Australian Bureau of Statistics                            | Canberra            | 1905                     | 1901               | | abs.gov.au |
| Bangladesch                  | Statistisches Amt von Bangladesch                                                                                 | BBS                 | Bangladesh Bureau of Statistics                            | Dhaka               | 1975                     |                    | in der Amtssprache: bengalisch বাংলাদেশ পরিসংখ্যান ব্যুরো | bbs.gov.bd |
| Belgien                      | Generaldirektion Statistik und Wirtschaftsinformation                                                             | STATBEL             | Statistics Belgium                                         | Brüssel             | 1826                     | 1846               | Teil des Föderalen Öffentlichen Dienst Wirtschaft, KMB, Mittelstand und Energie | statbel.fgov.be (de) |
| Belize                       | Statistical Institute of Belize                                                                                   | SIB                 | Statistical Institute of Belize                            | Belmopan            | 2007                     |                    | | [https://de.wikipedia.org/w/index.php?title=Wikipedia:Defekte_Weblinks&dwl=http://www.statisticsbelize.org.bz/dms20uc/Main.asp Die nachstehende Seite ist nicht mehr abrufbar], festgestellt im Februar 2025. (Suche in Webarchiven.) [http://www.statisticsbelize.org.bz/dms20uc/Main.asp statisticsbelize.org.bz]             |
| Bolivien                     | Instituto Nacional de Estadística                                                                                 | INE                 | National Institute of Statistics of Bolivia                | La Paz              | 1970                     | 1863               | | ine.gob.bo |
| Botswana                     | Statistics Botswana                                                                                               |                     | Statistics Botswana                                        | Gaborone            | 2009                     | 1967               | gegründet als Central Statistics Office | statsbots.org.bw (en) |
| Brasilien                    | Instituto Brasileiro de Geografia e Estatística                                                                   | IBGE                | Brazilian Institute of Geography and Statistics            | Rio de Janeiro      | 1934                     | 1871               | | ibge.gov.br (en) |
| Bulgarien                    | Национален Статистически Институт Nazionalen Statističeski Institut                                               | НСИ /NSI            | National Statistical Institute                             | Sofia               | 1880                     | 1888               | | nsi.bg (en) |
| Volksrepublik China          | 中华人民共和国国家统计局 Zhonghua Renmin Gongheguo Guojia Tongjiju                                                | NBS                 | National Bureau of Statistics of China                     | Beijing             |                          | 1913               | | stats.gov.cn (en) |
| Dänemark                     | Danmarks Statistik                                                                                                |                     | Statistics Denmark                                         | Kopenhagen          | 1797 (1966)              | 1769               | | dst.dk (en) |
| Deutschland                  | Statistisches Bundesamt                                                                                           | DESTATIS            | Federal Statistical Office                                 | Wiesbaden           | 1872 (1948/1950)         | 1834               | statistische Landesämter, statistische Ämter der Kommunen | destatis.de (GENESIS, https) |
| Estland                      | Statistikaamet | –                   | Statistical Office of Estonia                              | Tallinn             | 1921 (1990)              |                    | | stat.ee (en) |
| Europäische Union            | Statistisches Amt der Europäischen Gemeinschaften                                                                 | EUROSTAT            |                                                            | Luxemburg           | 1953 (1958)              | –                  | Dienst der Europäischen Kommission | epp.eurostat.ec.europa.eu (de) |
| Finnland                     | Tilastokeskus | –                   | Statistics Finland                                         | Helsinki            | 1749 (1865)              | 1686               | | stat.fi (en) |
| Frankreich                   | Institut national de la statistique et des études économiques                                                     | INSEE               | National Institute of Statistics and Economic Studies      | Malakoff/Paris      | 1833 (1946)              | 1801               | | insee.fr |
| Gabun                        | Direction Générale de la Statistique                                                                              | DGS                 |                                                            | Libreville          | 2011                     | 1977               | bis 2011 Direction Générale de la Statistique et des Etudes Economiques (DGSEE) | statgabon.ga (fr) |
| Guinea-Bissau                | Instituto Nacional de Estatística (Guinea-Bissau)                                                                 | INE                 |                                                            | Bissau              | 1991                     | 1973               | | stat-guinebissau.com |
| Griechenland                 | Ελληνική Στατιστική Αρχή Statistikí Archí                                                                         | ΕΛ.ΣΤΑΤ EL.STAT     | Hellenic Statistical Authority                             | Piräus              | 1836 (2010)              | 1828               | bis 2010 Εθνική Στατιστική Υπηρεσία Ελλάδος Ethniki Statistiki Ypiresia Ellados (National Statistical Service of Greece, ΕΣΥΕ/NSSG)                                                                 | statistics.gr (en) |
| Irland                       | Central Statistics Office                                                                                         | CSO                 | Central Statistics Office                                  | Cork                | 1949 (1993)              | 1901               | | cso.ie |
| Italien                      | Istituto Nazionale di Statistica                                                                                  | ISTAT               | National Institute of Statistics                           | Rom                 | 1861 (1926)              | 1861               | nationale Behörde mit Ausnahme der statistischen Ämter der autonomen Provinzen: Südtirol Landesinstitut für Statistik (ASTAT, Bozen, gegr. 1980); Trentino Servizio Statistica (Trento, gegr. 1929) | istat.it astat.provinz.bz.it statistica.provincia.tn.it |
| Island                       | Hagstofa Íslands (Statistics Island)                                                                              | STATICE             | Statistical Bureau of Iceland (Statistics Island)          | Reykjavík           | 1914 (2008)              | 1703               | ehemals ein Ministerium | hagstofa.is statice.is (en) |
| Israel                       | הלשכה המרכזית לסטטיסטיקה Halishka Hamerkazit Lestatistika                                                         | CBS                 | Central Bureau of Statistics                               | Jerusalem           | 1949                     | 1948               | | cbs.gov.il (auch en) |
| Japan                        | 統計局 Tōkei-kyoku                                                                                                |                     | Statistics Bureau Japan                                    | Tokyo-Shinjuku      |                          | 1920               | ministerieller Dienst: 独立行政法人 統計センター Dokuritsu gyosei hojin Tokei Senta (National Statistics Center, NSTAC)                                                                             | stat.go.jp (e-Stat, en) nstac.go.jp (englisch) |
| Jemen                        | al-ǧihāz al-markazī li-l-ʾiḥṣāʾ                                                                                   | CSO                 | Central Statistical Organisation                           | Sanaa               | 1990                     | 1972               | 1990 aus der Central Planning Organization, Statistics Department entstanden | cso-yemen.org |
| Kambodscha                   | | NIS                 | National Institute of Statistics                           | Phnom Penh          | 1948                     |                    | | nis.gov.kh |
| Kanada                       | Statistics Canada / Statistique Canada                                                                            | StatCan             | Statistics Canada                                          | Ottawa              | 1918 (1971)              | 1841               | gegr. als Dominion Bureau of Statistics | statcan.ca (en) |
| Kap Verde                    | Instituto Nacional de Estatística (Kap Verde)                                                                     | INE                 | National Institute of Statistics                           | Praia               | 1996                     | 1951               | | ine.cv |
| Kasachstan                   | Қазақстан Республикасы Статистика агенттігі/ Агентство Республики Казахстан по статистике                         |                     | Agency of the Republic of Kazakhstan on Statistics         | Astana              | 1920 (1999)              | 1897               | | [https://de.wikipedia.org/w/index.php?title=Wikipedia:Defekte_Weblinks&dwl=http://www.eng.stat.kz/Pages/default.aspx Die nachstehende Seite ist nicht mehr abrufbar], festgestellt im Februar 2025. (Suche in Webarchiven.) [http://www.eng.stat.kz/Pages/default.aspx stat.kz] (en)                                            |
| Kolumbien                    | Departamento Administrativo Nacional de Estadística                                                               | DANE                |                                                            | Bogotá              | 1951 (1953)              |                    | | dane.gov.co (en) |
| Demokratische Republik Kongo | Institut National de la Statistique                                                                               | INS                 |                                                            | Kinshasa            | 1947                     |                    | | ins.cd |
| Republik Kongo               | Centre national de la statistique et des études économiques                                                       | CNSEE               |                                                            | Brazzaville         | 1977                     | 1958               | | cnsee.org |
| Kosovo                       | Enti i Statistikës së Kosovës / Zavod za Statistiku Kosova                                                        | ESK / ZSK / SOK     | Statistical Office of Kosovo                               | Priština            | 1948 (1999)              | 1921               | | [https://de.wikipedia.org/w/index.php?title=Wikipedia:Defekte_Weblinks&dwl=http://www.ks-gov.net/esk/eng/ Die nachstehende Seite ist nicht mehr abrufbar], festgestellt im Februar 2025. (Suche in Webarchiven.) [http://www.ks-gov.net/esk/eng/ ks-gov.net/esk] (en)                                                           |
| Kroatien                     | Državni zavod za statistiku                                                                                       | CROSTAT (DZS / CBS) | Croatian Bureau of Statistics                              | Zagreb              | 1875 (1992)              | 1785               | | dzs.hr (en) |
| Laos                         | | LSB                 | Lao Statistics Bureau                                      | Vientiane           |                          |                    | | nsc.gov.la |
| Lettland                     | Centrālā statistikas pārvalde (Latvijas Statistika)                                                               | CSP / CSB           | Central Statistical Bureau                                 | Riga                | 1919 (1998)              | 1912               | | csb.lv (en) |
| Liechtenstein                | Amt für Statistik Liechtenstein                                                                                   | AS                  |                                                            | Vaduz               | 1950                     | 1784               | | [https://de.wikipedia.org/w/index.php?title=Wikipedia:Defekte_Weblinks&dwl=http://www.llv.li/amtsstellen/llv-as-liechtenstein_in_zahlen.htm Die nachstehende Seite ist nicht mehr abrufbar], festgestellt im Februar 2025. (Suche in Webarchiven.) [http://www.llv.li/amtsstellen/llv-as-liechtenstein_in_zahlen.htm as.llv.li] |
| Litauen                      | Lietuvos statistikos departamentas                                                                                |                     | Statistics Lithuania / Lithuanian Department of Statistics | Vilnius             | 1919 (1990)              | 1861               | | stat.gov.lt (en) |
| Luxemburg                    | Institut national de la statistique et des études économiques                                                     | STATEC              |                                                            | Luxemburg           | (1962)                   |                    | | statec.lu (fr) |
| Malawi                       | National Statistical Office                                                                                       | NSO                 |                                                            | Zomba               | (2013)                   |                    | | nsomalawi.mw |
| Malta                        | National Statistics Office Malta                                                                                  | NSO                 | National Statistics Office Malta                           | Valletta            | 1947                     | 1872               | Dienst der Malta Statistics Authority (MSA) | nso.gov.mt |
| Mexiko                       | Instituto Nacional de Estadística y Geográfia                                                                     | INEGI               |                                                            | Aguascalientes      | 1882 (1983)              |                    | | inegi.org.mx |
| Mosambik                     | Instituto Nacional de Estatística (Mosambik)                                                                      | INE                 | National Institute of Statistics                           | Maputo              | 1996                     | 1961               | | [https://de.wikipedia.org/w/index.php?title=Wikipedia:Defekte_Weblinks&dwl=http://ine.gov.mz/ Die nachstehende Seite ist nicht mehr abrufbar], festgestellt im Februar 2025. (Suche in Webarchiven.) [http://ine.gov.mz/ ine.gov.mz]                                                                                            |
| Namibia                      | Namibia Statistics Agency (bis 2011 Central Bureau of Statistics)                                                 | NSA                 | Namibia Statistics Agency                                  | Windhoek            | 2011 (1990)              |                    | Dienststelle der National Planning Commission (NPC) | nsa.org.na |
| Neuseeland                   | Statistics New Zealand / Tatauranga Aotearoa                                                                      | Statistics NZ       | Statistics New Zealand                                     | Wellington          | um 1890 (1975)           |                    | | stats.govt.nz |
| Niederlande                  | Centraal Bureau voor de Statistiek                                                                                | CBS                 | Statistics Netherlands                                     | Heerlen             | 1899 (2004)              | 1795               | bis 2004 ministerielles Amt | cbs.nl (en) |
| Norwegen                     | Statistisk sentralbyrå                                                                                            | SSB                 | Statistics Norway                                          | Oslo                | 1797 (unabh. 1876, 1989) | 1769 (unabh. 1814) | | ssb.no (en) |
| Österreich                   | Statistik Austria                                                                                                 | STAT                | Statistics Austria                                         | Wien                | 1829 (1921/1945)         | 1754               | | statistik.at |
| Osttimor                     | Direcção Nacional de Estatística                                                                                  | DGS                 | Directorate-General for Statistics                         | Dili                | 2000                     |                    | | statistics.gov.tl (en) |
| Philippinen                  | National Statistics Office                                                                                        | NSO                 |                                                            | Manila              |                          |                    | | census.gov.ph |
| Polen                        | Główny Urząd Statystyczny                                                                                         | GUS                 | Central Statistical Office                                 | Warschau            | 1918                     | 1808               | | [https://de.wikipedia.org/w/index.php?title=Wikipedia:Defekte_Weblinks&dwl=http://www.stat.gov.pl/gus/index_ENG_HTML.htm Die nachstehende Seite ist nicht mehr abrufbar], festgestellt im Februar 2025. (Suche in Webarchiven.) [http://www.stat.gov.pl/gus/index_ENG_HTML.htm stat.gov.pl/gus] (en)                            |
| Portugal                     | Instituto Nacional de Estatística                                                                                 | INE                 |                                                            | Lissabon            | (1935)                   | 1801               | | ine.pt |
| Ruanda                       | National Institute of Statistics of Rwanda                                                                        | NISR                |                                                            | Kigali              | (2005)                   |                    | | statistics.gov.rw |
| Rumänien                     | Institutul National de Statistica                                                                                 | INS                 | Romania National Institute of Statistics                   | Bukarest            | 1859                     | 1859               | | [https://de.wikipedia.org/w/index.php?title=Wikipedia:Defekte_Weblinks&dwl=http://www.insse.ro/cms/rw/pages/index.en.do Die nachstehende Seite ist nicht mehr abrufbar], festgestellt im Februar 2025. (Suche in Webarchiven.) [http://www.insse.ro/cms/rw/pages/index.en.do insse.ro] (en)                                     |
| Russland                     | Федеральная служба государственной статистики Federalnaja sluschba gosudarstvennoi statistiki                     | Росстат / Rosstat   | Russian Federation State Statistics Service                | Moskau              | 1858 (1991)              | 1722               | | gks.ru (en) |
| Sambia                       | Zambia Statistics Agency                                                                                          | ZamStats            |                                                            | Lusaka              | 2018                     |                    | Nachfolgeinstitution von Central Statistical Office (CSO) | zamstats.gov.zm (en) |
| São Tomé und Príncipe        | Instituto Nacional de Estatística (São Tomé e Príncipe)                                                           | INE                 | National Institute of Statistics                           | São Tomé            | 1975                     | 1951               | | ine.st |
| Schweden                     | Statistiska centralbyrån                                                                                          | SCB                 | Statistics Sweden                                          | Stockholm, Örebro   | 1749 (1858)              | 1686               | | scb.se (en) |
| Schweiz                      | Bundesamt für Statistik / Office fédéral de la statistique / Ufficio federale di statistica                       | BFS / OFS / UST     |                                                            | Neuenburg/Neuchâtel | 1860                     | 1850               | statistische Ämter der Kantone und der Kommunen | bfs.admin.ch (de) |
| Simbabwe                     | Zimbabwe National Statistics Agency                                                                               | ZIMSTAT             |                                                            | Harare              | (2007)                   |                    | | zimstat.co.zw (en) |
| Slowakei                     | Štatistický úrad Slovenskej republiky                                                                             | SLOVSTAT            | Statistical Office of the Slovak Republic                  | Bratislava          | 1919                     | 1767               | | portal.statistics.sk (en) |
| Slowenien                    | Statistični urad Republike Slovenije                                                                              |                     | Statistical Office of the Republic of Slovenia             | Ljubljana           | 1944                     | 1754               | | stat.si (SI-Stat, en) |
| Spanien                      | Instituto Nacional de Estadística                                                                                 | INE                 |                                                            | Madrid              | 1856                     | 1768               | Behörden der autonomen Provinzen: Instituto Vasco de Estadística (EUSTAT, Baskisches Statistikamt); Institut d’Estadística de Catalunya (IDESCAT, Katalanisches Statistikamt)                       | ine.es |
| Südafrika                    | Statistics South Africa                                                                                           | Stats SA            |                                                            | Pretoria            | 1910                     |                    | gegründet 1910 als Union of South Africa Office of Census and Statistics | statssa.gov.za (en) |
| Südkorea                     | 통계청 Tonggye Cheong                                                                                             | KOSTAT              | Statistics Korea                                           | Daejeon             | 1948                     |                    | vor 2009 Korea National Statistical Office (KNSO/NSO) | kostat.go.kr (n) |
| Südsudan                     | National Bureau of Statistics                                                                                     | NBS                 |                                                            | Juba                | 1995                     |                    | | ssnbs.org |
| Tansania                     | National Bureau of Statistics Tanzania                                                                            | NBS                 |                                                            | Daressalam          | 1961                     |                    | früher Central Bureau of Statistics | nbs.go.tz (en, sw) |
| Türkei                       | Türkiye İstatistik Kurumu                                                                                         | TÜİK / TURKSTAT     | Turkish Statistic Institute                                | Ankara              | 1926 (2005)              | 1831               | ehem. Abk. SIS | tuik.gov.tr turkstat.gov.tr (en) |
| Tschechoslowakei             | Český statistický úřad                                                                                            | ČSÚ / CZSO          | Czech Statistical Office                                   | Prag                | 1969                     | 1754               | | czso.cz (en) |
| Uganda                       | Uganda Bureau of Statistics                                                                                       | UBOS                | Uganda Bureau of Statistics                                | Kampala             | (1998)                   | 1911               | | ubos.org |
| Ungarn                       | Központi Statisztikai Hivatal                                                                                     | KSH (HCSO)          | Hungarian Central Statistical Office                       | Budapest            | 1867                     | 1767               | | portal.ksh.hu (en) |
| Uruguay                      | Instituto Nacional de Estadística                                                                                 | INE                 |                                                            | Montevideo          | 1852 (1993)              |                    | | ine.gub.uy |
| Vatikanstadt                 | Ufficio Centrale di Statistica della Chiesa / Generale Ecclesiæ Rationarium / Zentralamt für kirchliche Statistik |                     | Central Statistics Office (Vatikan)                        |                     | [ 33 ]                   |                    | | |
| Vereinigtes Königreich       | Office for National Statistics                                                                                    | ONS                 | Office for National Statistics                             | Newport             | 1837 (1996)              | 1801               | Dienst der UK Statistics Authority | statistics.gov.uk, ons.gov.uk |
| Vereinigte Staaten           | United States Bureau of the Census (U.S. Census)                                                                  | USCB                | Bureau of the Census                                       | Suitland            | 1903                     | 1790               | | [https://de.wikipedia.org/w/index.php?title=Wikipedia:Defekte_Weblinks&dwl=http://www.census.gov/main/www/access.html Die nachstehende Seite ist nicht mehr abrufbar], festgestellt im Februar 2025. (Suche in Webarchiven.) [http://www.census.gov/main/www/access.htmlcensus.gov]                                             |
| UNO                          | United Nations Statistical Commission; United Nations Statistics Division                                         | UNSTATS             | United Nations Statistical Commission / Division           | New York City       | 1947                     | −                  | UN-Statistikkommission (STATCOM) überwacht die Arbeit der Statistischen Division (UNSD) | unstats.un.org (undata, en) |
| UNO                          | UNESCO Institute for Statistics                                                                                   | UIS                 | UNESCO Institute for Statistics                            | Montreal            | 1999                     | –                  | Statistikabteilung der UNESCO | stats.uis.unesco.org (en) |
| Vietnam                      | Tổng cục Thống kê                                                                                                 | GSO                 | General Statistics Office Of Vietnam                       | Hanoi               | 1946                     |                    | | [https://de.wikipedia.org/w/index.php?title=Wikipedia:Defekte_Weblinks&dwl=http://www.gso.gov.vn/ Die nachstehende Seite ist nicht mehr abrufbar], festgestellt im Februar 2025. (Suche in Webarchiven.) [http://www.gso.gov.vn/ gso.gov.vn]                                                                                    |
| Zypern                       | Στατιστική Υπηρεσία της Κυπριακής Δημοκρατίας Statistiki Ypiresia tis Kypriakis Demokratias                       | ΚΥΣΤΑΤ / CYSTAT     | Statistical Service of the Republic of Cyprus              | Nikosia             | 1950                     |                    | bis 2000 Department of Statistics and Research | mof.gov.cy/mof/cystat (en) |

## Historische statistische Dienste
| Land                                    | Name | Abk. | englisch                                                                   | Sitz      | gegr.    | aufg.                               | Anmerkung |
| --------------------------------------- | --- | ---- | -------------------------------------------------------------------------- | --------- | -------- | ----------------------------------- | --- |
| Protektorat Böhmen und Mähren           | Statistisches Zentralamt |      |                                                                            | Prag      | 1940     | 1945                                | |
| Freie Stadt Danzig                      | Statistisches Landesamt der Freien Stadt Danzig                                                                                       |      |                                                                            | Danzig    | ca. 1923 | 1939                                | |
| Deutsche Demokratische Republik         | Zentralverwaltung für Statistik | SZS  |                                                                            | Berlin    | 1945     | 1990                                | |
| Generalgouvernement                     | Statistisches Amt des Generalgouvernements                                                                                            |      |                                                                            | Krakau    | 1940     | 1945                                | |
| Nordjemen                               | al-ǧihāz al-markazī li-t-taḫṭīṭ – ʾidārat al-ʾiḥṣāʾ                                                                                   |      | Central Planning Organization, Statistics Department                       | Sanaa     | 1972     | 1990                                | |
| Südjemen                                | al-ǧihāz al-markazī li-l-ʾiḥṣāʾ |      | Central Statistical Organization                                           | Aden      | ca. 1972 | 1990                                | |
| Jugoslawien                             | Savezni Zavod za Statistiku (Bundesamt für Statistik)                                                                                 |      | Federal Statistical Office                                                 | Belgrad   | 1919     | 2006?                               | |
| Mandschukuo                             | |      | Bureau of Statistics                                                       | Hsinking  | 1933     | 1945                                | |
| Österreich-Ungarn                       | K.K. Statistische Central-Commission                                                                                                  |      |                                                                            | Wien      | 1867     | 1918                                | |
| Föderation von Rhodesien und Njassaland | Central African Statistical Office | CASO |                                                                            | Salisbury | 1948     | 1963                                | |
| Sikkim                                  | Planning and Development Department                                                                                                   |      |                                                                            | Gangtok   | vor 1964 | 1987                                | 1978 abgelöst durch das Bureau of Economics & Statistics                                                                       |
| Sowjetunion                             | Statistische Zentralverwaltung beim Ministerrat der UdSSR (Central'noe Statisticeskoe Upravlenie pri Sovete Ministrov SSSR)           |      | Central Statistical Administration of the Council of Ministers of the USSR | Moskau    | 1918     | 1987 abgelöst durch Goskomstat USSR | |
| Tschechoslowakei                        | Státní úřad statistický (1); Ústřední úřad státní kontroly a statistiky (2); Státní statistický úřad / Federální statistický úřad (3) |      | State Statistical Office                                                   | Prag      | 1919     | 1992                                | (1) 1919–1961 (2) 1961–1966 (3) 1967–1992                                                                                      |
| Freies Territorium von Triest           | |      | Directorate of Finance and Economics, Statistics and Reports Section.      | Triest    | 1947     | 1954                                | |
| Osmanisches Reich                       | Merkezi İstatistik Encümeni (Zentrale Statistikkommission)                                                                            |      |                                                                            | Istanbul  | 1891     | 1918                                | Ein 1873 gegründetes Statistikamt wurde 1877 wieder aufgelöst, danach erstellte jedes Ministerium für sich statistische Daten. |
| Südvietnam                              | Viện quốc-gia thống-kê | NIS  | National Institute of Statistics                                           | Saigon    | ca. 1950 | ca. 1976                            | |

## Nachweise
- Daten zur Gründung u. Ä.: „About us/Organisation“-Seite der Institution, wenn nicht anders angegeben – dort durchweg ein Kapitel zur Geschichte der nationalen amtlichen Statistik

1. ↑  ine.gob.bo ¿Qué es el INE?
2. ↑  IBGE, Institution
3. ↑  1881 Bulgarisches Fürstentum, 1884 Ostrrumelien.
4. 1 2  1797–1819 Dansk-Norsk Tabel-Kontor, 1833–1848 Tabelkommission
5. ↑  Zählungen des Deutschen Zollvereins; Sächsische Konsumentenvereichnisse 1790, erste Volkszählungen Preußen 1816, Würtemberg 1818.
6. ↑  Webverzeichnis, Deutschland (Städte), staedtestatistik.de
7. 1 2  Pfarrbuchkompendien 1686, Tabellverket ab 1749, Tabellkommissionen 1756–1858; Statistics Sweden’s History. (Memento des Originals vom 18. September 2012 im Internet Archive)  Info: Der Archivlink wurde automatisch eingesetzt und noch nicht geprüft. Bitte prüfe Original- und Archivlink gemäß Anleitung und entferne dann diesen Hinweis. scb.se ›About us›Main Activity›Statistics Sweden’s History; History of statistics in Finland. (Memento des Originals vom 15. November 2012 im Internet Archive)  Info: Der Archivlink wurde automatisch eingesetzt und noch nicht geprüft. Bitte prüfe Original- und Archivlink gemäß Anleitung und entferne dann diesen Hinweis. stat.fi
8. ↑  erste Lokalzählungen etwa 1762 in Orleans; Jacques Soyer: Le Recensement de la population d’Orléans en 1762. Impr. Paul Pigelet et fils et Cie, Orléans 1921.
9. ↑  als finanzstatistischer Dienst, 1860 als Dienststelle
10. ↑  Manntal 1703. Icelandic census of 1703
11. ↑  stat.go.jp (Memento vom 14. November 2012 im Internet Archive) A Guide to the Statistics Bureau, the Director-General for Policy Planning (Statistical Standards) and the Statistical Research and Training Institute. Chapter I Profiles of the Statistics Bureau and the Director-General for Policy Planning (Statistical Standards) of Japan 2. The roles of the Bureau and the Director-General for Policy Planning in the Japanese statistical system.
12. ↑  Central Planning Organization. In: Robert D. Burrowes (Hrsg.): Historical Dictionary of Yemen (= Historical Dictionaries of Asia, Oceania, and the Middle East Series. Band 72). Scarecrow Press, Lanham 2010, ISBN 978-0-8108-5528-1, S. 68–69 (eingeschränkte Vorschau in der Google-Buchsuche).
13. ↑  History of National Statistical System (Memento des Originals vom 1. April 2013 im Internet Archive)  Info: Der Archivlink wurde automatisch eingesetzt und noch nicht geprüft. Bitte prüfe Original- und Archivlink gemäß Anleitung und entferne dann diesen Hinweis.
14. ↑  erster Zensus im französischen Louisiana und Kanada (Nouvelle-France, Acadie) ab 1665; Statistics of Canada (Hrsg.): Censuses of Canada, 1665 to 1871.  Volume IV (online-Artikel Introduction to Censuses of Canada, 1665 to 1871, statcan.gc.ca).
15. ↑  Institut National de la Statistique, Bref historique (Memento des Originals vom 29. März 2013 im Internet Archive)  Info: Der Archivlink wurde automatisch eingesetzt und noch nicht geprüft. Bitte prüfe Original- und Archivlink gemäß Anleitung und entferne dann diesen Hinweis.
16. ↑  Centre national de la statistique et des études économiques, Historique
17. ↑  Centre national de la statistique et des études économiques, Historique
18. ↑  SOK Mission. esk.rks-gov.net
19. 1 2 3 4  1754 Theresianische Volkszählung, ab 1857 Josephinische Volkszählung; → Volkszählung in Österreich
20. ↑  Marger Skujenieka: Nacionālais jautājums Latvijā, 1912.
21. ↑  das Fürstentum hat die amtliche Statistik erst sehr spät institutionalisiert. Kurzvorstellung der Statistik: Amt für Statistik Liechtenstein. (Memento des Originals vom 22. September 2012 im Internet Archive)  Info: Der Archivlink wurde automatisch eingesetzt und noch nicht geprüft. Bitte prüfe Original- und Archivlink gemäß Anleitung und entferne dann diesen Hinweis. llv.li/amtsstellen
22. ↑  in Quellen erwähnt: Zemininku, 1528 (Bauern-Zensus)
23. ↑  The Malta Blue Book
24. ↑  Malta Statistics Authority, msa.gov.mt
25. ↑  Friesland 1689, Overijssel 1748, Holland 1747.
26. census.gov.ph (Memento des Originals vom 8. Februar 2014 im Internet Archive)  Info: Der Archivlink wurde automatisch eingesetzt und noch nicht geprüft. Bitte prüfe Original- und Archivlink gemäß Anleitung und entferne dann diesen Hinweis.
27. ↑  männliche Steuerpersonen (Kopfsteuer), Peter der Große 1722, ministerielle Statistik 1802, Generalzensus 1897. History Russia’s state statistics 1802–1996. (Memento des Originals vom 19. März 2012 im Internet Archive)  Info: Der Archivlink wurde automatisch eingesetzt und noch nicht geprüft. Bitte prüfe Original- und Archivlink gemäß Anleitung und entferne dann diesen Hinweis. gks.ru.
28. ↑  Statistikinstitutionen Schweiz. (Memento des Originals vom 12. September 2012 im Internet Archive)  Info: Der Archivlink wurde automatisch eingesetzt und noch nicht geprüft. Bitte prüfe Original- und Archivlink gemäß Anleitung und entferne dann diesen Hinweis. bfs.admin.ch
29. 1 2  1767–1775 landesweites Urbarregister, 1869 Josephinische Zählung.: Bill TarkulichMagyar (Hungarian) Census For Present-Day Slovakia & Most pre-1918 Hungary Territories. iabsi.com.
30. ↑  60 Years of National Statistics in Slovenia. stat.si
31. ↑  geschlossene Urbarien ab dem Mittelalter, Kastilien 1768–1769; Census Floridablanca 1785–1787.
32. ↑  Thrakien und Anatolien 1831 unter Mahmut II, erste Zählung moderne Türkei 1927.
33. ↑  gcatholic.org
34. ↑  UN Statistical Commission (Memento des Originals vom 15. August 2015 im Internet Archive)  Info: Der Archivlink wurde automatisch eingesetzt und noch nicht geprüft. Bitte prüfe Original- und Archivlink gemäß Anleitung und entferne dann diesen Hinweis., unstats.un.org
35. ↑  Herrmann Wirth: Die amtliche Statistik im Protektorat Böhmen und Mähren. In: Deutsches Statistisches Zentralblatt. 33. Jahrgang, Heft 1/4, 1941, Sp. 7–30.
36. ↑  Herrmann Hames: Neuordnung der Statistik im Protektorat Böhmen und Mähren und im Generalgouvernement. In: Deutsches Statistisches Zentralblatt. 33. Jahrgang, Heft 1/4, 1941, Sp. 1–7.
37. ↑  Wilhelm Müller: Das statistische Amt des Generalgouvernements. In: Deutsches Statistisches Zentralblatt. 35. Jahrgang, Heft 5/6, 1943, Sp. 77–92.
38. ↑  Central Planning Organization. In: Robert D. Burrowes (Hrsg.): Historical Dictionary of Yemen (= Historical Dictionaries of Asia, Oceania, and the Middle East Series. Band 72). Scarecrow Press, Lanham 2010, ISBN 978-0-8108-5528-1, S. 68–69 (eingeschränkte Vorschau in der Google-Buchsuche).
39. ↑  Central Planning Organization. In: Robert D. Burrowes (Hrsg.): Historical Dictionary of Yemen (= Historical Dictionaries of Asia, Oceania, and the Middle East Series. Band 72). Scarecrow Press, Lanham 2010, ISBN 978-0-8108-5528-1, S. 68–69 (eingeschränkte Vorschau in der Google-Buchsuche).
40. ↑  Bureau of Information und Publicity, Department of Foreign Affairs (Hrsg.): Manchoukuo. Handbook of Information. Manchoukuo Government, 1933, S. 68, osmania.ac.in (Memento des Originals vom 22. Februar 2014 im Internet Archive)  Info: Der Archivlink wurde automatisch eingesetzt und noch nicht geprüft. Bitte prüfe Original- und Archivlink gemäß Anleitung und entferne dann diesen Hinweis. (PDF; 1,4 MB).
41. ↑  S. H. Steinberg (Hrsg.): The Statesman’s Yearbook. Statistical and Historical Annual of the States of the World for the Year 1955. 92. Auflage. Macmillan & Co., London 1955, S. 290. doi:10.1057/9780230270848
42. ↑  Sikkim through figures. Government of Sikkim, Planning and Development Department, Gangtok 1964.
43. ↑  History Russia’s state statistics 1802–1996
44. ↑  Department of Economics & Statistics Monitoring & Evaluation, South District
45. History Russia’s state statistics 1802–1996
46. ↑  History of Statistics in Slovakia (Memento des Originals vom 20. November 2008 im Internet Archive)  Info: Der Archivlink wurde automatisch eingesetzt und noch nicht geprüft. Bitte prüfe Original- und Archivlink gemäß Anleitung und entferne dann diesen Hinweis.
47. ↑  History of Czech Statistics
48. ↑  British-United States zone. Free Territory of Trieste. Allied Military Government. Directorate of Finance and Economics, Statistics and Reports Section: Statistical Bulletin. Triest 1949–1954.
49. ↑  Türkiye İstatistik Kurumu ve İstatistiğin Tarihçesi
50. ↑  Turkish Statistical Institute, Brief History
51. ↑  Viên Quôc-Gia Thông-kê / Institut National de la Statistique / National Institute of Statistics (Hrsg.): Việt-nam niên-giám thống-kê / Annuaire Statistique du Viêt-Nam / Statistical Yearbook of Viet-Nam 1957. 9. Auflage. Viên Quôc-Gia Thông-kê/Institut National de la Statistique/National Institute of Statistics, Saigon 1959.

- Karte mit allen verlinkten Seiten:
- OSM |
- WikiMap